# Sabrina Ward Harrison
Sabrina Ward Harrison (* 2. Dezember 1975 in Montreal) ist eine kanadische Collagekünstlerin und Autorin.
In ihren fünf Buchveröffentlichungen verbindet sie ihre Notiz- und Tagebücher in Collagetechnik mit Fotos, Zeichnungen, Malereien und Gedichten. Sabrina Ward Harrison, die in New York City lebt, leitet auch Kunst- und Motivationstrainings-Workshops in den USA und in Irland. 

## Werke
- Spilling Open. The Art of Becoming Yourself. Villard Books, New York 2000, ISBN 0-37575-648-5
- I Promise Myself. Making a Commitment to Yourself and Your Dreams. Conari Press, Berkeley 2000, ISBN 1-57324-178-4
- Brave on the Rocks. If You Don't Go, You Don't See.  Villard Books, New York 2001, ISBN 0-37575-663-9
- Messy Thrilling Life. The Art of Figuring Out How to Live. Villard Books, New York 2004, ISBN 0-81296-766-6
- The True and the Questions. A Journal. Chronicle Books, San Francisco 2005, ISBN 0-81184-862-0